# Stjepan Niczky
Grof Stjepan Niczky (mađ. Niczky István; ?, 1747. – Varaždin, 17. prosinca 1777.), bio je hrvatski društveni djelatnik i plemić iz mađarske obitelji Niczky. Uz grofa Ivana Draškovića, jedan je od najzaslužnijih za pojavu organiziranoga slobodnog zidarstva u Hrvatskoj u 18. stoljeću.

## Životopis
Roden je 1747. godine kao sin grofa Kristofera (Kristóf) Niczkyja i grofice Julije (Katalin) Janković Bribirske. Otac mu je bio utjecajni habsburški dužnosnik za vrijeme Marije Terezije i Josipa II. U dobi od 26 godina Niczky je već visoki državni službenik, banski savjetnik, predsjednik u Ministarstvu financija, komornik i kraljevski namjesnik u Križevcima. Bio je veliki župan Križevačke županije od 1775. godine pa do svoje smrti.
Bio je oženjen groficom Annom Esterházy (1757. – 1820.), kćerkom grofa Franje Esterházyja koji je 1783. godine imenovan hrvatskim banom. Niczky je umro 1777. godine, u svojoj 30-oj godini. Njegov brat Juraj (György) također je bio slobodni zidar.

### Slobodno zidarstvo
Niczky je postao mason 1768. godine u Budimpešti u jednoj neredovitoj loži po pozivu francuskog pukovnika La Clairea. U jednom danu primio uz sva tri osnovna stupnja još i škotski i nekoliko visokih francuskih stupnjeva. Pseudonim mu je bio "Hieronymus". U Varaždinu je 1772. godine utemeljena Loža "Savršeni savez" u kojoj je Niczky izabran za prvog starješinu. On je na ovoj dužnosti ostao do svoje smrti. Niczky je 1773. godine osnovao Ložu "Budnost" u Osijeku te u ložu u Križevcima nepoznatog imena. Bio je vjerojatno i prvi starješina lože u Osijeku. Godine 1775. u dvorcu Brezovica četiri lože proglasile su neovisnost nove Velike lože Hrvatske u kojoj je Niczky izabran za zamjenika velikog majstora, dok je veliki majstor bio grof Ivan Drašković. Kao zamjenik velikog majstora Niczky je veliku ložu predstavljao na društvenim prigodama, dok ju je Drašković predstavljao na vojnim dužnostima.

## Vanjske poveznice
- Slika Stjepana Niczkog